# Libelo
O libelo ou libelo acusatório é uma peça processual, pedido ou requerimento, feito pelo Ministério Público, após a fase da pronúncia no Tribunal do Júri que tinha como intuito expor o fato criminoso, indicando o nome do réu, circunstâncias agravantes e fatos que poderiam influenciar na fixação de sua pena, para o pedido de sua condenação, não podendo assim divergir da pronúncia. Contudo, após a reforma do Código de Processo Penal, tal fase do procedimento foi suprimida, sendo necessário, agora, a inclusão de agravantes e demais sustentações serem realizadas em plenário.
O termo libelo é utilizado no direito eclesiástico para definir a peça inicial de um processo. É o chamado libelo introdutório, onde o autor do pedido de abertura do processo conta a história que motiva o seu pedido.
O Libelo é uma exposição escrita e articulada daquilo que se pretende provar contra um réu, concluindo com a declaração da pena, a que na forma da lei, deve o réu ser condenado. É a exposição escrita articulada do fato criminoso e das suas circunstâncias, não só as elementares como as agravantes, concluindo-se pela declaração da pena, a que na forma da lei deve o réu ser condenado.
Causa nulidade a falta do libelo e a de intimação das testemunhas arroladas no libelo. (Art. 564, III, letras f e h do Código de Processo Penal do Brasil.). Porém, embora ainda conste expressamente no Código de Processo Penal, insista-se: tal peça não mais possui aplicabilidade em nosso ordenamento jurídico.